# 兵庫県道235号阿万港線
兵庫県道235号阿万港線（ひょうごけんどう235ごう あまこうせん）は、兵庫県南あわじ市を通る一般県道である。

## 概要
南あわじ市阿万東町から南あわじ市阿万西町に至る。

### 路線データ
- 起点：南あわじ市阿万東町（阿万港）
- 終点：南あわじ市阿万西町（阿万西町交差点、兵庫県道76号洲本灘賀集線交点）
- 総延長：1.212 km

## 地理

### 通過する自治体
- 南あわじ市

### 交差する道路
| 交差する道路             | 交差する場所 | 交差する場所          |
| ------------------------ | ------------ | --------------------- |
| 兵庫県道76号洲本灘賀集線 | 阿万西町     | 阿万西町交差点 / 終点 |

### 沿線
- 阿万港